# Марин Райков
Марин Райков Николов е български политик и дипломат.
Заместник-министър на външните работи в кабинетите на Иван Костов (1998 – 2001) и Бойко Борисов (2009 – 2010). През 2001 година става извънреден и пълномощен посланик на Република България във Франция. След 2010 година за втори път е посланик във Франция. Министър-председател на България и министър на външните работи от 13 март 2013 г. в служебното правителство до 29 май 2013 г. От 2013 г. до 2019 г. е посланик в Италия, а от 2019 до 2024 г. е посланик в Обединеното кралство.

## Биография
Марин Райков Николов е роден на 17 декември 1960 г. във Вашингтон, САЩ. Баща му е Райко Николов, офицер от Държавна сигурност и по-късно дипломат, а майка му е Лидия Николова, писателка.
През 1984 г. се дипломира по специалността „Международни отношения“ в Университета за национално и световно стопанство в София.
В периода 1987 – 1992 г. работи в Министерството на външните работи (МВнР), като аташе в дирекция „Балкански държави“. От 1992 до 1995 г. е трети, втори и първи секретар в посолството на България в Белград. Между 1995 и 1997 г. работи като експерт в дирекция „Права на човека и международни хуманитарни организации“ в МВнР. От 1997 г. до 1998 г. е заместник постоянен представител в Постоянното представителство на България към Съвета на Европа в Страсбург.

### Заместник-министър на външните работи (1998 – 2001)
Райков като заместник-министър на външните работи в правителството на Иван Костов провежда разговор с либийския лидер Муамар Кадафи относно процеса срещу българските медици в Либия на 16 юни 1999 г., след който, според справката на МВнР, Кадафи се държи доброжелателно и изразява готовност за сътрудничество с България в духа на натрупания през годините позитивен опит.
На 13 юни 2002 г. съпругът на задържана в Либия заявява след среща с президента Петър Стоянов, че иска прокуратурата да разследва работата на бившия външен министър Надежда Михайлова, на нейния заместник Марин Райков и на посланика в Либия Людмил Спасов по делото срещу медиците в Либия. Обвиняват тримата, че са скрили от всички, че медиците са били изтезавани.
През май 2001 г. Райков представя България на среща на балканските външни министри в Тирана с основни теми установяването на мир и стабилност на Балканите, регионалното сътрудничество и интегрирането в евроатлантическите организации и сътрудничеството в борбата срещу организираната престъпност.
Райков, в ролята си на отговарящ за отношенията на България със Западните Балкани, подкрепя идеята на премиера Костов Сърбия да се федерализира. По повод желанието на югославския президент Воислав Кощуница Белград да поддържа равнопоставени отношения с великите сили Марин Райков заявява, че никой няма право да въвежда руски интереси на Балканите.
Марин Райков е важна фигура за оформяне на политиката спрямо Република Македония в правителството на Иван Костов.
Райков е в делегацията на президента Петър Стоянов на първото му посещение в Близкия изток – в Сирия и Ливан. Със Сирия се сключват спогодби за избягване на двойното данъчно облагане и за сътрудничество в областта на карантинната и растителната защита. С Ливан спогодбите са за полицейско сътрудничество, за търговско корабоплаване, за комбинирани превози на товари и за сътрудничество в областта на горското стопанство.
На 16 март 2001 г. Райков изисква от посланика на Русия в България, Владимир Титов, 3 дипломати от посолството на Русия в София да напуснат България по обвинение в шпионаж.

### Посланик във Франция, представител в ЮНЕСКО (2001)
Преди предлагането му са изказани притеснения, че това ще доведе до скандали, тъй като за баща му Райко Николов 5 години по-рано се пише, че е вербувал през 1953 г. бъдещия министър на отбраната Шарл Ерню (заемал поста от 1981 до 1985 г.) за агент на комунистическите тайни служби. Твърдението не е доказано.
На 6 юни 2001 г. Райков е назначен за извънреден и пълномощен посланик във Франция с указ на президента Петър Стоянов. Райков става и постоянен представител (делегат) на България при ЮНЕСКО.
На 29 април 2002 г. Райков подписва двустранно споразумение за преобразуване на дълг в инвестиции с Франция, която е представена от вицепрезидента на Парижкия клуб „Амброаз Файол“. Част от дълга на България на стойност 5 287 049 евро към Франция е преобразуван в инвестиции в местни компании, които са обявени за приватизация.
На 7 октомври 2004 г. е открит културно-информационният дом към българското посолство в Париж, намиращ се в така наречения „златен триъгълник“ на града в близост до бул. „Шанз-Елизе“, само на 400 метра от Елисейския дворец. За постигането на това Райков работи в продължение на 2 години и заменя недвижими имущества, собственост на България, срещу бивша картинна галерия от приблизително 200 m2 на стойност 4 млн. евро. По това време във Франция живеят около 20 000 българи, от които 5000 в Париж.
На 23 януари 2005 г. е обявено, че френският клон на правозащитната организация „Адвокати без граници“ се включва в защитата на междувременно осъдените на смърт български медици в Либия, като участието им е безвъзмездно. Контактът е осъществен посредством Марин Райков.
На 25 април 2005 г. Райков е освободен от длъжностите посланик на България във Франция с указ на президента Георги Първанов.С указ на Първанов е освободен и от длъжността постоянен представител на България към ЮНЕСКО.

### Заместник-министър на външните работи (2009 – 2010)
Марин Райков работи като един от тримата заместник-министри на външните работи в правителството на Бойко Борисов. Предложен е за този пост от министъра на външните работи Румяна Желева. Райков е отговорен за двустранното сътрудничество, което се координира от регионалните дирекции на министерството „Европа“ 1, 2 и 3, „Близък изток и Африка“ и „Австралия и Океания“.
През септември 2009 г. Марин Райков представлява МВнР в Република Македония след потъването на туристическия кораб „Илинден“ в Охридското езеро.
През октомври 2009 г. Райков е в делегацията на президента Георги Първанов, която прави първото посещение на български държавен глава в Австралия. Провеждат се срещи с представители на 12-хилядната българска общност в страната, с генерал-губернатора Куентин Брайс, с председателите на Сената и на Камарата на представителите на Федералния парламент Джон Хог и Хари Дженкинс, както и с лидера на опозицията Малкълм Търнбъл. По време на посещението македонският премиер Никола Груевски заявява „... в Австралия македонците имат уникалната възможност, която нямат в Македония, а тя е да живеят заедно със сънародниците си от Егея и Пирин, и ви призовавам да не се делите по тоя въпрос, защото няма вардарци, няма егейци, няма пиринци, а съществуват само македонци“, на което Райков отговаря, заявявайки, че „Република Македония все още няма дата за започване на преговори за членство в ЕС и ще я получи със сигурност тогава, когато реши своите проблеми със съседите, а това предполага добра политическа воля. Този тип изказвания категорично са в противоречие с очакванията ни за наличие на добра политическа воля за решаването на проблемите, които Република Македония създава на своите съседи“.
Относно нахлуването на 23 въоръжени и маскирани служители на руските спецчасти (ОМОН) в българския Център на промишлеността в Москва на 4 ноември 2009 г. Райков обявява на следващия ден действията на руските сили за недоброжелателен акт, нарушение на дипломатическия статут на сградата и „в дисонанс с добрите отношения между двете държави“. В същия ден МВнР разпространява съобщение, че по указание на министър-председателя Бойко Борисов, Марин Райков е дал указания на българския посланик в Москва да пусне руските части да влязат в сградата.
От 24 до 26 ноември Райков е в делегацията на президента Георги Първанов, която посещава Гърция по покана на гръцкия президент Каролос Папуляс. Сред основните теми на посещението са изграждането на нови ГКПП-та между България и Гърция и енергийните проекти като междусистемната газова връзка между двете страни и петролопровода Бургас – Александруполис. Подписана е междуправителствена Програма за сътрудничество в областта на образованието, науката и културата за периода 2009 – 2011 г.
На 23 декември 2009 г. Райков е упълномощен от правителството да подпише спогодбата за откриването на граничния пункт Златоград – Ксанти с Гърция.
През януари 2010 г. Райков е част от делегациите на премиера Бойко Борисов за посещения в Берлин и Анкара.
При смяната на министъра на външните работи през февруари 2010 г. (Желева е сменена с Николай Младенов) Райков остава заместник-министър.

### Посланик във Франция, представител в ЮНЕСКО (2010)
От август 2010 г. до 12 март 2013 г. е акредитиран като извънреден и пълномощен посланик на Република България във Франция и Монако, постоянен представител (делегат) в ЮНЕСКО и личен представител на президента в Международната организация на франкофонията.

### Министър-председател (2013)
След подадената оставка на кабинета „Борисов“ в отговор на Антимонополните протести и след три провалени опита за съставяне на ново правителство Райков е назначен за министър-председател на служебно правителство на 13 март 2013 г. с указ № 56 на президента Росен Плевнелиев Мандатът на служебното правителство е прекратен на 29 май 2013 г. с избирането на редовно правителство начело с Пламен Орешарски..

### Посланик в Италия (2013 - 2019)
Малко преди да сдаде премиерския пост Райков, е назначен за посланик в Италия с указ на президента.

## Външни източници
- Марин Райков – секретен сътрудник на РУМНО